# Rhabdopygella ferruginea
Rhabdopygella ferruginea is een hooiwagen uit de familie Assamiidae.